# جمال بیجدیچ
جمال بیجدیچ (انگلیسی: Džemal Bijedić؛ ۱۲ آوریل ۱۹۱۷ – ۱۸ ژانویهٔ ۱۹۷۷) سیاست‌مدار اهل یوگسلاوی بود. وی از ۳۰ ژوئیه ۱۹۷۱ تا ۱۸ ژانویه ۱۹۷۷ نخست‌وزیر یوگسلاوی بود.
جمال بیجدیچ در ۱۸ ژانویه ۱۹۷۷، در یک سانحه هوایی در سن ۵۹ سالگی کشته شد.